# Bouray-sur-Juine
Bouray-sur-Juine – miejscowość i gmina we Francji, w regionie Île-de-France, w departamencie Essonne.
Według danych na rok 1990 gminę zamieszkiwało 1706 osób, a gęstość zaludnienia wynosiła 236 osób/km² (wśród 1287 gmin regionu Île-de-France Bouray-sur-Juine plasuje się na 520. miejscu pod względem liczby ludności, natomiast pod względem powierzchni na miejscu 536.).